# Pyrenophora chaetomioides
Pyrenophora chaetomioides är en svampart som beskrevs av Speg. 1898. Pyrenophora chaetomioides ingår i släktet Pyrenophora och familjen Pleosporaceae.   Inga underarter finns listade i Catalogue of Life.